# باسكال ريتشارد (متزلج صدري)
باسكال ريتشارد هو متزلج صدري كندي، ولد في 1972.

## وصلات خارجية
- باسكال ريتشارد على موقع أوليمبيديا (الإنجليزية)